# Riccardo Rodeghiero
Riccardo Rodeghiero ist ein ehemaliger italienischer Skispringer.
Rodeghiero, der für den Verein US Asiago Sci an den Start ging, gewann 1936 mit Bronze hinter Bruno Da Col und Mario Bonomo seine erste Medaille bei italienischen Meisterschaften. 1938 gewann er die Goldmedaille vor Mario Bonomo und Roberto Lacedelli. 1939 und 1940 gewann er Silber.